# ماناستیر (استان خاسکوو)
ماناستیر (به بلغاری: Manastir) یک منطقهٔ مسکونی در بلغارستان است که در شهرستان هاسکوفو واقع شده‌است.